# Каръл Ашби
Каръл Ашби (на английски: Carole Ashby) е британска актриса, известна най-вече в ролята си на Луиз от комунистическата съпротива в комедийния сериал на BBC „Ало, ало!“ (1982 – 1992).
Едно от първите си участия прави в британската поредица от кинофилми за Джеймс Бонд, играейки рамо до рамо с актьора Роджър Мур, а по-късно и в „Октопуси“ и „Вид на убийство“.
През 1983 г. се появява във финалния сезон на телевизионното игрално шоу „Продажба на века“, в ролята на стюардеса.

## Филмография
- 1979 – 1994: Детегледачката, като Имоген
- 1981 – 1991: Бергерац, като Монтаубан
- 1981:  Огнените колесници, като Линда Бойланд
- 1982 – 1992: Вид на убийство, като ?
- 1991: Инспектор Морс, като Лаура
- 1992: Ало, ало!, като Луиз от комунистическата съпротива
- 1997: Разярено сърце, като Рецепционистката
- 1997: Д-р Куин Лечителката, като Кармен